# Paestum
Paestum (gr. Posejdonia, łac. Paestum) – w starożytności kolonia grecka miasta Sybaris. Obecnie dzielnica miasta Capaccio w regionie Kampania, w prowincji Salerno. Położone jest na południe od Neapolu na wybrzeżu Morza Tyrreńskiego (Zatoka Salerno). Prace archeologiczne rozpoczął w 1907 roku włoski archeolog Vittorio Spinazzola. Aktualnie pozostałości miasta są parkiem archeologicznym. 
Ludność Capaccio: 20 934 mieszkańców (2005).

## Historia
Miasto założyli Grecy w VII wieku p.n.e. jako Posejdonię, było jednym z miast Wielkiej Grecji. Jego założycielami byli mieszkańcy starszej, bogatej achajskiej kolonii Sybaris, której mieszkańcy byli znani z zamiłowania do luksusu (sybaryci), położonej nad zatoką Tarencką (data przypuszczalnego jej założenia to połowa VII wieku p.n.e.). Osadnicy z Sybaris pragnęli rzucić wyzwanie eubejskiej kolonii Kume (łac. Cumae, gr. Kymai) na północ od Neapolu, która odgrywała dominującą rolę w handlu z Etruskami.
Kolonie w V wieku przejęli Lukanowie, którzy zamieszkiwali ten teren wraz z Grekami. Chociaż Grecy rozpaczali nad upadkiem kultury miasta, właśnie w tym okresie rozwinął się tu interesujący styl malarski. W 273 p.n.e. po wojnach z Pyrrusem miasto zostało przejęte przez Rzymian. Dalszy swój rozwój zawdzięczało handlowi oraz przymierzu z Republiką Rzymską. Okres świetności zakończył się w okresie najazdów barbarzyńców i zniszczeniem akweduktów doprowadzających wodę do miasta. W IX wieku na skutek epidemii malarii i najazdów Saracenów miasto niemal zupełnie opustoszało i zarosło roślinnością. W średniowieczu zostało zalane przez morze, lecz późniejsze ruchy tektoniczne wyniosły ruiny nad poziom morza. Ponownie odkryte w połowie XVIII wieku zostało podczas budowy drogi wzdłuż wybrzeża podczas panowania Karola III Burbona; dla kultury odkryto je wtedy, gdy poeci, pisarze i artyści – między innymi Goethe i Shelley – przyjeżdżali tu szukać inspiracji.

## Park archeologiczny
Paestum jest jednym z najważniejszych parków archeologicznych w Europie. W 1998 roku zostało wpisane na Listę Światowego Dziedzictwa Kultury UNESCO.
Paestum chronił mur obronny o grubości 5 m i długości 5 km, do dziś zachowała się większa jego część. Zachowane ruiny to, oprócz muru, 3 doryckie świątynie zachowane w bardzo dobrym stanie w 2 okręgach kultowych:
- tzw. bazylika (świątynia Hery I) datowana na ok. 540 p.n.e.
- Świątynia Ateny zbudowana ok. 500 p.n.e.
- Świątynia Hery II datowana na ok. 460 p.n.e., charakteryzująca się dwupiętrowymi kolumnami[2]

Świątynie te zbudowano w stylu doryckim. Ich nazwy są nazwami przyjętymi na podstawie przypuszczeń archeologów, co do funkcji świątyń wysnutych na podstawie znalezisk.
Na południe od świątyni Ateny odkryto ogrodzony teren, na którym znajdował się niewielki budyneczek z dachem ledwo wystającym ponad poziom gruntu. Była to komora kamienna przykryta dwuspadowym dachem. Kształt obiektu przypominał grobowiec, jednak nie znaleziono w nim zwłok. Ściany komory pokryte są freskami, przedstawiającymi życie zmarłego. Jednym z najbardziej znanych jest tzw. Nurek z Paestum, być może najstarsze wyobrażenie skaczącego do wody człowieka. Odkryto także zestaw naczyń, jakie zwykle Grecy w tamtym czasie wkładali do grobu. Były to brązowe naczynia napełnione miodem oraz grupa naczyń attyckich. Dzięki owym naczyniom wydatowano obiekt na około 520 r. p.n.e. Jest to niewątpliwy cenotaf.
Godny uwagi jest niewielki amfiteatr rzymski. Zachowały się również starożytne mury długości 4,75 km otaczające miasto wraz z czterema bramami oraz dwie główne ulice krzyżujące się pod kątem prostym, charakterystyczne dla miast rzymskich.
Interesującym miejscem w Paestum jest także muzeum, w którym zgromadzono liczne zabytki archeologiczne związane z kolonizacją grecką w tym obszarze i czasami rzymskimi.

## Transport
W mieście znajduje się stacja kolejowa Paestum.